# Chester Gore
Pour les articles homonymes, voir Gore.
Chester Gore (né le 25 août 1893 à Santa Rosa, en Californie et mort le 20 février 1966  à  Sonoma, en Californie) est un directeur artistique américain.
Chester Gore Il a assuré la direction artistique de plus de cinquante films au cours de sa carrière. Chez Twentieth Century Fox, il a travaillé sur des films de série tels que Charlie Chan, Mr. Moto et The Jones Family (en).

## Filmographie partielle
- 1925 : L'Homme du ranch (en) de Paul Sloane
- 1937 : Charlie Chan aux jeux olympiques (Charlie Chan at the Olympics) de H. Bruce Humberstone
- 1938 : Love on a Budget (en) de Herbert I. Leeds
- 1938 : Island in the Sky (en) d'Herbert I. Leeds
- 1939 : Monsieur Moto en péril (Mr. Moto in Danger Island) de Herbert I. Leeds
- 1939 : The Honeymoon's Over (en) d'Eugene Forde
- 1939 : Édition de minuit (News Is Made at Night) de Alfred L. Werker
- 1940 : Charlie Chan au Panama (Charlie Chan in Panama) de Norman Foster
- 1940 : La Croisière meurtrière (Charlie Chan's Murder Cruise) d'Eugene Forde
- 1941 : Âge ingrat (Small Town Deb) d'Harold Schuster
- 1941 : Riders of the Purple Sage de James Tinling
- 1942 : Le Témoin disparu (Just Off Broadway) de Herbert I. Leeds
- 1942 : Who Is Hope Schuyler? (en) de Thomas Z. Loring
- 1942 : Lone Star Ranger de James Tinling
- 1942 : Time to Kill de Herbert I. Leeds
- 1943 : Mon amie Flicka (My friend Flicka) d'Harold D. Schuster
- 1943 : Les Rois de la blague (Jitterbugs) de Malcolm St. Clair
- 1943 : Maîtres de ballet (The Dancing Masters) de Malcolm St. Clair
- 1944 : Le Jockey de l'amour (Home in Indiana) d'Henry Hathaway
- 1945 : Jupiter (Thunderhead, Son of Flicka) de Louis King
- 1945 : Laurel et Hardy toréadors (The Bullfighters) de Malcolm St. Clair
- 1946 : Johnny Comes Flying Home (en) de Benjamin Stoloff
- 1946 : Smoky de Louis King
- 1946 : It Shouldn't Happen to a Dog (en) de Herbert I. Leeds
- 1947 : Boomerang ! d'Elia Kazan
- 1948 : La Dernière Rafale (The Street with No Name) de William Keighley
- 1949 : Sand (en) de Louis King
- 1949 : Les Bas-fonds de Frisco (Thieves' Highway) de Jules Dassin
- 1949 : Father Was a Fullback de John M. Stahl
- 1950 : Planqué malgré lui (When Willie Comes Marching Home) de John Ford
- 1950 : Les Rebelles de Fort Thorn (Two Flags West) de Robert Wise
- 1951 : The Guy Who Came Back de Joseph M. Newman
- 1952 : Duel dans la forêt de Joseph M. Newman
- 1952 : La Dernière Flèche (Pony Soldier) de Joseph M. Newman
- 1952 : La Sarabande des pantins (O. Henry's Full House) d'Henry Hathaway, Howard Hawks, Henry King, Henry Koster et Jean Negulesco
- 1953 : Le Fouet d'argent (The Silver Whip) d'Harmon Jones
- 1953 : La Rivière de la poudre (Powder River) de Louis King

## Crédit d'auteurs
- (en) Cet article est partiellement ou en totalité issu de l’article de Wikipédia en anglais intitulé « Chester Gore » (voir la liste des auteurs).